# Mooncake
Mooncake (рус. Лунный пирог) — российский оркестр. Являясь одним из лидеров инструментальной сцены России, коллектив создал свой собственный стиль и звучание на стыке различных инструментальных жанров (арт- и спейс-рока, неоклассики, джаз-фьюжна и других). Музыка Mooncake отличается симфоническим звучанием и эмоциональными перепадами произведений. Коллектив стал одной из немногих российских команд, побывавших с гастролями в Китае. В 2013 году представила уникальное аудио-визуальное шоу «Космическая одиссея» под куполом Московского планетария.
Изначально Mooncake тяготели к более роковому звучанию, часто их сравнивали с Pink Floyd. Дебютный альбом Lagrange Points (2008) отличался арт- и спейс-роковым звучанием, песенной структурой композиций и звуком в духе 1970-х годов. Серия синглов, последовавшая за ним, показала, что группа эволюционирует в сторону более массивного звучания и комплексных аранжировок. Результатом эволюции стал диск Zaris (2013), где ключевую роль играют не только гитары, но и духовые, струнные и клавишные. Над диском работали лучшие специалисты из России, Латвии и Англии (ударные партии исполнил Денис Маринкин, звукорежиссёром записи стал латвийский специалист Гатис Затис). Диск высоко оценил инженер лондонской студии Metropolis Джон Дэвис, делавший мастеринг: «Потрясающий спейс-рок из Москвы!». С апреля 2013 года Mooncake выступают как оркестр в составе двенадцати человек.

## История
Mooncake образовались в августе 2006 года как группа в следующем составе: Павел Смирнов (гитара), Никита Кузнецов (гитара), Антон Марченко (бас-гитара), Леонид Курашов (ударные). Первоначальный материал группы базировался на стыке инди-рока, спэйс-рока и нойз-рока.
Осенью 2006 года группу покинул JP (тем не менее, с ним все же был записан самый первый демо-материал), ему на смену пришёл Андрей Лебедев, с которым давно были знакомы Антон и Павел. С этого момента группа начала активнее нарабатывать материал, но всё же прийти к завершённой творческой парадигме пока не удавалось, поскольку команда находилась в поисках самой себя. Членам группы казалось, что чего-то не хватает, скорее всего, вокала. За осень-зиму 2006 года Mooncake перепробовали играть с разными вокалистами, но точек соприкосновения так и не нашлось ни с одним из них.
26 января 2007 года состоялось первое публичное выступление группы в московском клубе «Актовый зал», положившее начало активной концертной деятельности. Первый сингл, включивший в себя три композиции, вышел летом 2007 года и получил название «More Oxygen, I Said…». 7 июля 2007 года группа выступила в клубе Б1, совместно с ирландским пост-рок коллективом God Is an Astronaut. Тем же летом группа выступала с театром современного танца «Цех» на фестивале «Пикник „Афиши“», таким образом, группа уже достаточно серьёзно заявила о себе и привлекла внимание более широкого круга слушателей.
В конце 2007 года группу покинул гитарист Андрей Лебедев, которого сменил Евгений Петров, ранее участвовавший в группе «Мёртвые суши». Кроме того, чуть позже группа стала уже квинтетом: к коллективу присоединился виолончелист Николай Буланов. Зимой 2007 года началась активная работа над материалом для первого альбома.
В мае 2008 года вышел дебютный альбом Lagrange Points, получивший хорошие отзывы как в России, так и за рубежом. В ноябре коллектив представил премьеру музыкально-хореографического представления «Who Let the Birds out!?», поставленного совместно с танцевальной компанией Monkey Production.
Весной 2009 года группу покинул гитарист Евгений Петров, но группа Mooncake выпустила очередной сингл Cast The Route, довольно активно продолжает давать концерты и работать над материалом для второго студийного альбома в виде квартета. В начале 2010 года выходит второй предальбомный сингл Zaris, который на данный момент бесплатно распространяется на официальном сайте группы. В ноябре 2011 года же года группа отправилась в большой тур по Китаю. В конце 2011 года по собственной инициативе группу покинул барабанщик Леонид Курашов, на замену которому пришёл Василий Яковлев. Василий сыграл с группой несколько сольных концертов в Москве и Санкт-Петербурге, а также съездил с турами по Китаю и СНГ. Летом 2012 Яковлев покинул группу, на замену ему пришёл ударник Антон Строц. В январе 2012 года группа выпустила акустический сборник Acoustic. Второй студийный альбом Zaris вышел 18 октября 2013 года. В январе 2014 года место барабанщика занял Денис Маринкин, записавший ударные в большую часть композиций в альбоме Zaris. С апреля 2013 года Mooncake выступают в составе оркестра из 10-12 человек. В ноябре 2014 года Денис Маринкин покидает оркестр по собственному желанию, барабанщиком оркестра вновь становится Антон Строц. В данный момент оркестр Mooncake готовит новое полнокупольное мультимедийное шоу «Космическая одиссея», презентация которого состоялась 10 и 11 апреля 2015 года в Московском планетарии.

## Дискография

### Студийные Альбомы
- Lagrange Points, 2008
- Zaris, 2013

### Синглы
- More Oxygen, I Said…, 2007
- Cast The Route, 2009
- Zaris, 2010
- Zaris/Cast The Route, 2011

### Демозаписи
- Demo Sessions, 2006—2007

### Сборники
- Black Moon Empire, 2011
- Baltic Remixes, 2011
- Acoustic, 2012